# 알렉스 아기나가

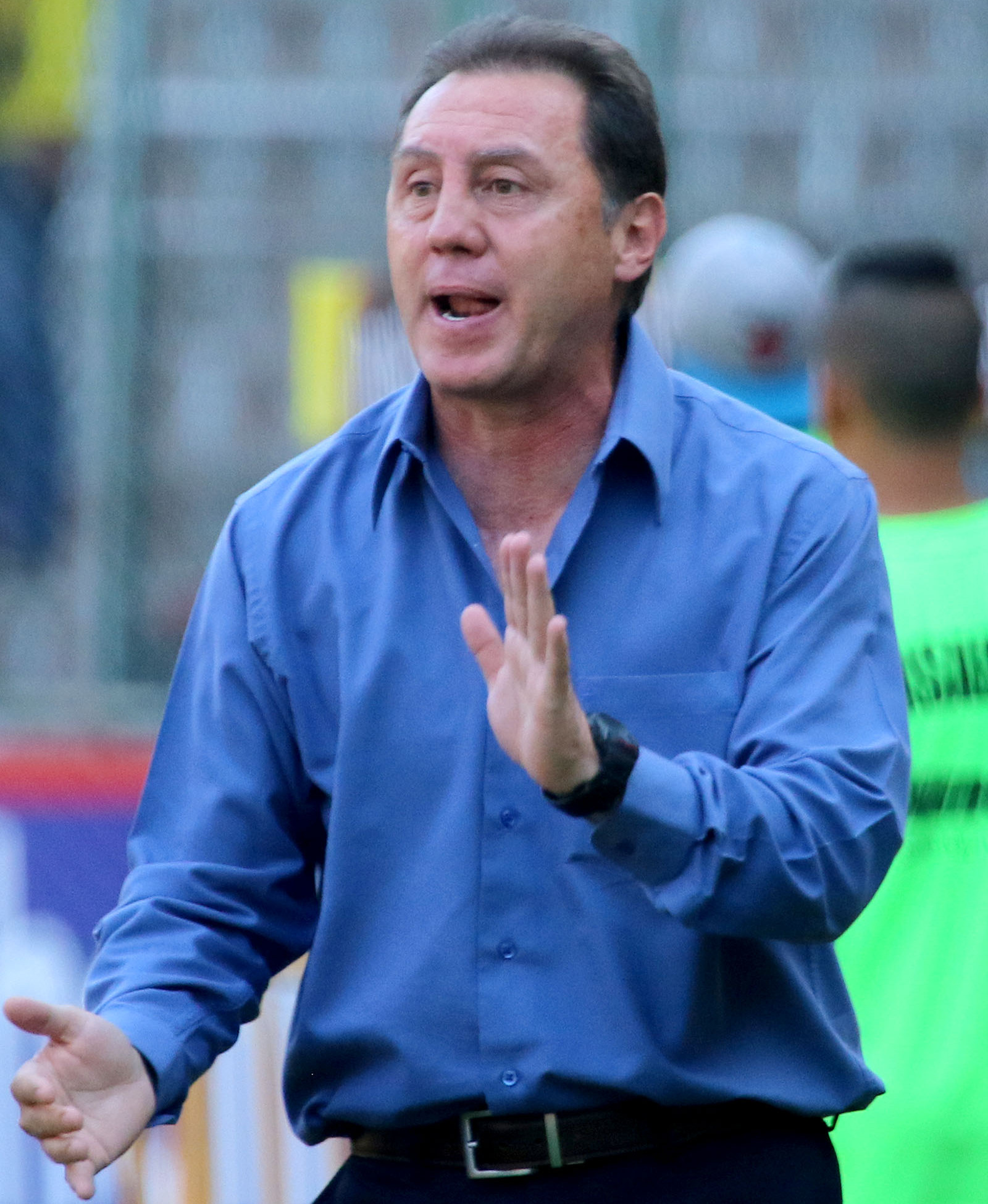

알렉스 아기나가(스페인어: Álex Dario Aguinaga Garzón, 1968년 7월 9일 ~ )는 에콰도르의 은퇴한 축구 선수이자, 현 축구 지도자다. 포지션은 공격형 미드필더였으며 2002년 FIFA 월드컵에서 에콰도르 대표팀의 주장으로 출전했었다.

## 경력
- 1987년 코파 아메리카 국가대표
- 1989년 코파 아메리카 국가대표
- 1991년 코파 아메리카 국가대표
- 1993년 코파 아메리카 국가대표
- 1995년 코파 아메리카 국가대표
- 1999년 코파 아메리카 국가대표
- 2001년 코파 아메리카 국가대표
- 2002년 CONCACAF 골드컵 국가대표
- 2002년 FIFA 월드컵 국가대표
- 2004년 코파 아메리카 국가대표

## 수상
에콰도르
- 1993년 코파 아메리카 4위

## 같이 보기
- A매치 100경기 이상 출전한 축구 선수 명단